# 소닉 더 헤지혹 (캐릭터)
소닉 더 헤지혹(Sonic the Hedgehog, 일본어: ソニック・ザ・ヘッジホッグ, 고슴도치 소닉)은 애니메이션 및 비디오 게임의 캐릭터로, 세가의 소닉 더 헤지혹 시리즈의 마스코트 캐릭터이다. 줄여서 소닉이라고도 부른다. 소닉 더 헤지호그는 파란색의 의인화된 고슴도치이며, 이름은 음속을 돌파하는 속도를 뜻하는 소닉붐에서 따온 것이다. 물론 이름처럼 음속보다 빨리 달리는 능력을 자랑한다.
소닉 더 헤지호그 첫 발매 당시 세가는 경쟁사인 닌텐도의 마리오에 대항하는 세가의 마스코트로서 소닉 더 헤지호그를 등장시켰다. 이후, 소닉 더 헤지혹은 그 시리즈가 (2012년 기준) 8400만장 이상 팔리면서 세계에서 가장 잘 알려진 비디오 게임 캐릭터 중의 하나가 되었다.

## 캐릭터

### 디자인
1990년 4월에, 세가는 백만부 이상이 팔릴 게임과 알렉스 키드를 대체할 회사 마스코트를 요구했다. 몇몇 캐릭터 디자인들이 AM8의 R&D 부서에 보내졌는데 이 중에는 아르마딜로(후에 마이티 더 아르마딜로로 만들어짐),개, 뚱뚱한 잠옷을 입은 시어도어 루즈벨트 (나중에 닥터 에그맨/아이보 로보트닉의 디자인의 기초가 됨), 그리고 토끼(늘어나는 귀를 이용해서 물건을 줍는다; 이것들은 나중에 리스타로 발전하게 된다.)가 있었다. 그중에서 오오시마 나오토의 가시가 난 고슴도치가 새로운 마스코트로 선택되었다. 15명의 그룹은 소닉 더 헤지혹를 개발하기 시작했으며, 그들을 소닉 팀이라고 개명했다. 그 게임의 사운드트랙은 DREAMS COME TRUE라는 밴드의 나카무라 마사토에 의해서 제작되었다. 세가는 그들의 버스에 소닉을 페인팅 하고, 게임 선전용 광고지를 나눠주었으며, 발매되기 전에 무대에서 게임의 시작을 알리는 방식으로 그 그룹의 "Wonder 3" 투어를 스폰싱 해주었다.
소닉의 정확한 나이, 몸무게, 키와 다른 신체적 특징은 그가 나온 곳과 그곳의 스타일에 따라서 달라진다. 오오시마 나오토에 의해서 디자인이 된 원래 비디오 게임에서는, 소닉은 꽤 작고 어린이 같으며, 짧은 가시와, 둥근 몸에 홍체는 보이지 않았다. 와타나베 아키라에 의해서 디자인 되었고 그려진 이 아트워크는 소닉 더 헤지혹에 나왔으며, 그 뒤로 나온 소닉 비디오 게임은 비슷한 디자인을 보여주게 되었다. 1998년의 소닉 어드벤처부터, 소닉은 나카 유지에 의해서 새로 디자인이 되어서 더 긴 다리와 덜 구형인 몸을 지닌 더 키가 큰 캐릭터로 변했다. 그의 가시는 더 길어졌고 아래로 내려갔으며, 그의 눈은 녹색으로 변했다. 이 이후로 더 변한 것은 소닉 더 헤지호그:넥스트 제너레이션에서부터이다. 그의 코발트색 몸에 대해서는 소닉 시리즈 어디서도 설명이 되어있지 않다. 또한 소닉 붐 시리즈에서 키가 더 크고 목에 스카프를 맨 캐릭터로 변했다.

### 성격
소닉은 "바람과 같다" 고 설명이 되어 있다. 그는 영웅심이 많고, 모험을 좋아하며, 자유로우면서도 천연적인 성격을 가졌다고 언급되어 있다.
그는 쉬는 것을 좋아하지만(만화에서는 쉬기보단 돌아다니는 걸 많이하고 소닉 X에서는 쉬는 것과 물을 매우 싫어한다) , 불의가 닥쳐도 계속 쉬고 있는 것은 아니다. 그는 상당히 자비심이 많고, 다른 이를 위해서 위험을 무릅쓰며, 자신에게 주어지는 어떤 도전도 주저없이 받아들인다. 소닉은 아첨, 연약함에서 나오는 '눈물', 느린 것 등을 싫어하며, 자신이 가진 능력에 대해서는 별로 겸손해하지 않는다. 사실, 그는 종종 자만심을 가지고 자기 자신 위주로 행동하는 것처럼 보이기도 한다.
하지만, 그는 언제나 자신의 행동에 대해서는 신중하며 딴 마음을 가지지 않는다.
미국 TV 쇼와 만화, 게임에서는 종종 소닉이 가장 좋아하는 음식이 칠리핫도그라고 한다. 게임에 등장한 예로는 소닉 월드 어드벤처의 상점과 핫도그 스탠드에서 칠리핫도그를 팔기도 하고, 소닉과 암흑의 기사 첫 이벤트에서는 칠리도그를 2개 들고 등장한다. 소닉 제네레이션즈에서 소닉의 생일 파티때 제일 맛있는 핫도그를 선물로 받아도 좋아하는 것을 보니 칠리도그를 좋아한다. 소닉 언리쉬드 후반부 에이미와의 대화와 소닉과 암흑의 기사의 엔딩으로 미루어보아 에이미와의 데이트 선물로 준비 한 것이라 생각된다. 일본의 소닉 어드밴스 3 공략본과 그의 소닉 잼의 캐릭터 프로필에서 공식적으로 언급이 되었다.
몇몇 공식 캐릭터 아트와 소닉 어드벤처의 광고에는 그의 개인적인 취미가 DJ라는 것을 보여주기도 한다. 또한, 닌텐도 DS의 게임인 소닉 러쉬에는 그의 러쉬 미터를 채우는 방법으로 쓰는 브레이크 댄스가 그의 취미인 것을 보여준다. 그의 소닉 배틀에서의 전투 동작은 그의 공격 설명에 나왔듯이 브레이크 댄스에 기초를 두었다. 그리고, 그는 소닉 어드밴스 3에서 그가 짧은 시간 안에 레벨을 마칠 경우에는 브레이크 댄스를 춘다.

### 숙명
게임 전반적으로, 소닉은 거대한 숙명을 가진 것처럼 보이게 된다. 그는 소닉 시리즈에 등장하는 다른 어떤 캐릭터들보다 카오스 에메랄드의 힘을 사용하는 방법을 잘 알고 있는 것처럼 보인다 (소닉 더 헤지혹 3 & 너클즈에서는 테일즈와 너클즈도 사용할 수 있다.). 소닉3 & 너클즈에서, 앤젤 아일랜드의 히든 펠리스에 있는 벽화는 슈퍼 소닉과 에그맨이 게임의 둠스데이 존에서 마스터 에메랄드를 놓고 싸울 것임을 미리 보여준다. 너클즈는 처음에는 벽화를 잘못 읽고 에그맨이 마스터 에메랄드를 사악하게 강해진 소닉으로부터 보호한다고 믿었지만 나중에 진실을 알게 된다. 또한 닥터 에그맨의 할아버지인 프로페서 제랄드 로보트닉이 에키드나 일족의 문화를 공부하면서 그 벽화를 보았던 것이 섀도우 더 헤지혹의 등장에 영향을 주었다는 의견도 있다. 슈퍼 소닉이 에키드나 전설에서의 역할은 소닉 어드벤처에서 티칼 디 에키드나가 그녀의 할머니에게 배운 어구를 통해서 플레이어는 소닉이 '억제할 자' 가 될 것이라는 것으로 나온다.
소닉 더 헤지혹에 대한 세가 스탭의 말은 소닉이 어쩌면 '이블리스 트리거' - 동영상에서 실버 더 헤지혹이 말하는 것처럼 - 라고 불리는 전설적인 인물이 될지도 모른다. 이블리스라는 말은 악마, 사탄을 이슬람 문화에서 부르는 것과 동일하다. 실버는 소닉이 알려지지 않은 불행을 저지르는 것을 막기 위해서 과거로 돌아온 시간을 넘나드는 자이다.

### 거주지
'소닉' 이 사는 행성은 지구이지만, 이름이 약간의 위치적 차이에 따라서 불리는 이름이 다르다. 소닉은 소닉 1에서는 사우스 아일랜드에 사는 것으로 나오며, 또한 (소닉 팀에 의해 일찍이 적어놓은 바에 따르면) 처음에는 크리스마스 아일랜드에서 태어난 것으로 알려져 있다.
- 지구: 비록 소닉은 1990년대의 16-비트 시절의 일본 플레이어에게는 지구에서 사는 것으로 알려져 있었지만, 플레이어들은 어떻게서인지 소닉의 고향이 "모비우스"라고 불리는 곳이라고 믿게 되었다. 그 이유는 나중에 미국과 유럽의 설명용 매뉴얼에 나온 것 때문이다. 이 이름은 1992년의 세가 비젼에서의 나카 유지와의 인터뷰에서의 "모비우스"라는 단어에서 오역이 발생한 것이다; 그는 사실 소닉 2에서 사용된 모비우스 스트립에 대해서 얘기하고 있었다. 하지만 1999년에 나온 소닉 어드벤처 이후의 모든 게임들은 지구를 배경으로 하고 있으며, 어떤 언어로 하건 같은 이야기와 이름이 사용되고 있다. 소닉 어드벤처 2는 게임 속에서 "지구"라는 말을 처음으로 사용한 게임 상품이며, 이것은 현재까지 진실로 내려져 오고 있다. 이것은 리메이크 판인 소닉 어드벤처 2: 배틀, 그리고 다른 게임인 섀도우 더 헤지혹에서는 심지어 우주에서 지구를 보여주고 있다.

- 모비우스: 1999년 이전에 나온 모든 미국과 유럽의 만화, 책, 그리고 게임 매뉴얼에서는 소닉의 고향이 모비우스라고 불리는 행성이라고 했다.

- 미지: 소닉 X 애니메이션 시리즈에서는 에피소드 49에서 밝혀지듯이 지구와 같은 공간을 가지는 다른 공간의 알려지지 않은 행성이 소닉의 고향으로 나온다. 이것은 이론적으로 그 행성이 분명히 지구의 대체 행성이라는 것을 보여주지만, 이것은 아직은 명확하게 알려지지 않았다.

- 세계 모험: 소닉 언리쉬드(월드 어드벤처)의 세계관도 소닉 X의 경우와 마찬가지로 기본적으로는 지구와 비슷한 행성으로 설정되어 있는 것 같지만 기존의 소닉들이 살고 있었던 메가드라이브~소닉 어드벤처 시절의 오리지널 세계관과는 확실히 다르다는 것을 알 수가 있다.

(이 역시 대체적으로 설정된 다른 공간에서 벌어지는 이야기이다. 즉, 소닉 넥젠, 언리쉬드(월드 어드벤처)의 세계관은 기존과는 다른 평행세계(페러렐 월드)에서 펼쳐지는 이야기라고 봐야한다)

### 능력
소닉은 마하 1~2(약 시속 1500km 이상)보다 빨리 달릴 수 있는 능력 때문에 "지구상에서 가장 빠른 생물"로 알려져 있다. 그는 앞으로 잘 달리는 것처럼 뒤로도 잘 달린다. 이 속도는 사람눈에 안보일 정도로 빠르기에 게임 제작자는 게임 플레이어를 배려해 사람의 눈에 따라올 수 있을만큼 속도를 낮춘것이라고 한다.(본래는 안 보일정도로 빠르다)
그는 친구들이 위기에 처할 때마다 구해주지만 종종 그 친구들에게 도움을 받는데, 특히 게임을 끝내는 데 팀워크가 중요한 소닉 히어로즈에서 잘 나타난다.
처음의 2D 게임에서는, 소닉이 최고 속도에 도달하면, 그는 팔을 앞쪽을 향한 상태로 고정시키고서 달린다. 하지만 3D 게임들과 소닉 어드벤스 시리즈에서는, 그의 최고 속도에서 달릴 때는 그가 팔을 뒤로 향하고 앞으로 몸을 좀 더 숙인 상태로 바뀐다. 이러한 동작은 대부분의 다른 매우 빠른 캐릭터들의 행동을 가져온 것이다.
그가 빨리 달리는 것은, 그가 태어날 때부터 그 능력을 가졌다고 한다. 그의 대부분의 능력은 고슴도치가 보호를 위해서 자신의 몸을 둥그렇게 마는 성질에서 따왔다. 그의 가장 기초적인 공격 방법은 스핀 점프(또는 "소닉 스핀 어택")이다; 소닉이 점프할때, 그는 몸을 둥그렇게 말고 회전을 해서, 그와 접촉하는 적에게 피해를 준다. 이 능력은 소닉 더 헤지혹 3의 "쉴드"개념을 통해서 더욱 강화되었다. 이것은 잠시 동안 그를 구형의 포스 필드로 둘러싸게 하는 것인데, 그에게 한 번의 보호 능력을 제공하며, 그가 점프할 때의 공격 범위를 증가시켜 준다.
그는 또한 달리면서 몸을 공처럼 말아서, 그의 추진력으로 강력한 공격을 하도록 한다. 잘 보호가 되지만, 이 상태에서 그는 최고 속도를 유지하지 못하기 때문에 그의(그리고 플레이어는) 속도에 따라서 제한이 있게 된다. 소닉2에서 처음 나온 "스핀 대쉬"는 소닉이 그 자리에서 공처럼 몸을 만 상태로 가속이 가능하도록 해준다. 소닉 CD에서 소개된 "슈퍼 필아웃"이라는 기술은 동일한 방법으로 가속시키지만, 그를 서있는 상태로 달리도록 해준다. 그리고 스핀 대쉬보다 더 빠르다. 소닉 어드벤처부터는 호밍 어택이라는 공격 기술을 도입하는데, 가까이 있는 적을 빠르게 스핀어택으로 공격할 수 있다.

### 약점
소닉은 물을 매우 싫어한다. 이 물이 소닉의 약점인데 물론 그의 빠른속도라면 물 표면 위로 달리거나 뛸 수는 있지만, 일단 실수로 한번빠지면 몸이 둔해져 수영을 하지 못하기 때문에 그대로 가라앉아 빠져나오지 못한다. 소닉 더 헤지호그 3에서, 워터 쉴드는 소닉에게 물속에서 숨을 쉴 수 있도록 해주지만, 3D 소닉 게임에서는 물속에 들어가면 거의 즉사하게 된다. 예외적으로 애니메이션인 소닉 X에서 에피소드 9화에서 에이미가 바다에 빠지는 것에서 구출할때는 수영을 할 수 있다는 것으로 나오기는 하지만 그의 물에 대한 공포는 잘 나온다. 마리오와 소닉 올림픽에서는 구명 조끼를 착용하고 수영 대회에 나가게 되며, 소닉 더 헤지호그 3에서 일정 속도가 충족될 시 물 위를 걸을 수 있다.
소닉 X의 에피소드 13에서, 소닉은 다른 캐릭터들에 비해서 엄청난 힘을 가지고 잇는 것처럼 보인다. 이것은 그의 팔 힘이 너클즈처럼 강할지도 모른다는 것을 보여준다(하지만 실제 너클즈보다는 약할 것이다). 하지만, 소닉 X는 공식적인 것이 아니기 때문에, 그는 정말로 엄청난 힘을 가지고 있지 않을지도 모른다. 또한, 팬들은 소닉이 진짜가 아닌 카오스 에메랄드로 카오스 컨트롤을 일으켰다는 점에서 섀도우보다 더 뛰어날 것이라고 말한다. 하지만 섀도우는 카오스 에메랄드 없이도 카오스 컨트롤 (뿐만 아니라 다른 카오스 능력까지)을 일으킬 수 있고 에메랄드는 단순히 그의 힘을 증폭시키는 수단이라는 것이 밝혀졌다.
그러나 소닉 팬들에 의하면 섀도우는 그의 능력치를 컨트롤 해 줄 수 있는 리미터, 궁극의 힘을 준 블랙 둠의 피 등등으로 소닉이 더 강하다고 증명되었다.
그리고 게임 "소닉과 비밀의 링" 에서는 스피드 브레이크라는 속력을 가공할정도로 증가시켜주는 기술과 타임 브레이크라는 시간을 느리게 하는
기술이 나온다.
PS3와 XBOX360용 게임 소닉 더 헤지호그에서는 젬을 이용하여 여러 가지 능력을 쓴다.

### 변신
- 16비트 버전의 소닉 더 헤지호그 2 에서부터, 소닉은 슈퍼 소닉이라고 알려진 엄청나게 강력한 형태로 변신이 가능하다. 물론 이에 상응하는 조건이 있을 경우에만 가능하다. 그 조건은 카오스 에메랄드 7종류를 모두 가지는 것이다.

애니메이션에 나오는 소닉의 특징은 평상시보다 더 빠르며 최대 야광속으로 달리거나 날 수 있다고 되어있고
게임에서의 이 변신은 모든 일곱 개의 카오스 에메랄드를 모으고서 최소한 50개의 링을 가지고 있으면 발동이 가능하며 거의 대부분의 공격과 장애물에 대해 무적이 된다. 발동직후 1초에 링이 1개씩 소모되며 링을 모두 소모하면 본래의 형태로 되돌아온다.
슈퍼 소닉으로 변신하면 그의 몸은 찬란한 황금빛으로 바뀌며 약간 키가 커지고, 그의 가시들은 더 주변으로 퍼지며 머리가 위로 솟구쳐 올라간다, 그리고 눈동자도 붉은 색으로 변한다 이 형태는 제럴드 로보트닉의 창조물 섀도우 더 헤지혹도 조건만 만족하면 변신이 가능하다. 이것은 드래곤볼 Z에서 사이어인이 초인적 분노를 했을 때만 변신가능하다는 슈퍼 사이어인으로 변신하는 것과 비슷하다.

### 기타 변신
- 소닉3 & 너클즈 에서는 더욱 강력한 하이퍼 소닉이 등장한다.

하이퍼 소닉은 모든 능력이 기본적으로 슈퍼 소닉의 2배 이상이며 그의 피부색은 7개의 슈퍼 에메랄드(마스터 에메랄드에 의해 기존의 카오스 에메랄드들이 변형된 형태) 색상들과 황금빛(총 8개의 색상)을 매우 빠르게 번갈아가면서 반짝거리며, 몸 주변에는 스파크들이 번쩍인다. 이동할 때 항상 잔상을 남기며, 수중 활동에 제약을 받는 슈퍼 소닉과는 달리, 그는 물 속에서 익사하지 않는다. "라이트닝 플래시" 공격(팬들은 "소닉 붐" 이라고 부른다)을 가지고 있고, 어떤 방향을 향해서도 "이단 점프" 가 가능하다. 이것을 발동하면, 화면 전체가 번쩍거리는 섬광과 함께 주변의 모든 적들이 파괴된다.
현재로서는 하이퍼 소닉을 소닉3 & 너클즈에서밖에 볼 수 없다.
- 소닉 & 너클즈를 제외한 그 어떤 소닉 시리즈에서도 하이퍼 소닉과 슈퍼 에메랄드가 나오지 않기 때문에 이 슈퍼 소닉의 강화된 형태는 공식적이 아니라는 것을 보여주지만, 슈퍼 소닉에는 더 가까운 형태인 것은 사실이다. 최근 게임에서는 카오스 에메랄드가 마스터 에메랄드 제단에서는 크기가 커져서, 그 크기가 슈퍼 에메랄드 정도의 크기가 되는 것을 보여준다. 또한 소닉 어드벤처 2에서 마스터 에메랄드 자체가 크기를 변화시킨다는 것을 알 수 있다. 한때는, 그것 위에 서있을 수 있을 정도로 거대하며, 다른 때는, 너클즈가 한손으로 잡을 수 있을 정도가 된다. 이것은 제단에서 나오는 크기의 차이는 그림에 따른 변화일 뿐이라는 것을 보여준다. 또한, 소닉 어드벤스 시리즈에서 슈퍼 소닉은 잔상을 남기는데, 이것은 소닉3에서는 하이퍼 소닉만 가능했다. 한편, 소닉 어드벤처의 스테이지인 로스트 월드 에서는 벽화에 14개의 에메랄드가 나타나는데, 이것은 카오스 에메랄드와 슈퍼 에메랄드가 동일한 것이라는 명백한 증거에 위반되는 것이라서 오직 상상속의 물체인 것으로 보이기도 한다. 벽화는 또한 카오스가 카오스 에메랄드에서 빛을 빼낼때, 14개의 빛이 나오는 것처럼 그려져 있다. 하지만 게임큐브, PC 버전으로 새롭게 이식된 게임인 소닉 어드벤처 DX 에서는 오직 7개의 에메랄드만이 벽화에 그려져 있어서 혼란을 없앴다.

- 소닉 X의 에피소드 67화에서, 소닉은 다크 슈퍼 소닉으로 변하게 된다. 그는 이 힘을 메타렉스가 만들어낸 인공 카오스 에메랄드의 힘을 이용해서 변신한다. 그의 몸은 검게 변하고 몸에서 검은 연기가 나는 형태를 보여준다. 소닉의 이러한 변신한 형태는 슬픔과 고통으로 인해 완전히 통제가 안되기 때문에, 이것은 그에게 엄청난 속도와 공격력을 부여한다. 하지만, 이러한 형태는 닥터 에그맨이 도착해서 소닉을 진정 시키고 그가 증오와 분노에 빠지는 것을 보고 싶지 않다고 말할 때까지만 잠시 나타난다. 슈퍼 소닉은 일반적으로 자신의 적을 가지고 놀면서 그들의 공격에 대해서 말하는 것을 즐기지만, 다크 슈퍼 소닉은 그저 적을 죽여버린다. 하지만, 어떤 게임에서도 다크 슈퍼 소닉은 나타나지 않았기 때문에, 이것은 분명히 게임에 공식적으로 나타나는 것은 아니다.

- 소닉과 비밀의 링에서는 마지막 스테이지에서 "이레이저 진" 이 소닉의 링의 지니인 샤아라를 죽이자 소닉은 분노하여 7개의 월드 링의 힘을 흡수하여 다크 스파인 소닉으로 변신한다.

- 소닉 언리쉬드(또는 소닉 월드 어드벤처)에서는 닥터 에그맨의 기계에 의해 다크 가이아의 힘을 흡수당하여 밤에만 활동이 가능한 소닉 더 웨어호그(Sonic the Werehog)라는 늑대 인간형 고슴도치 형상으로 변화한다.

- 2009년에 북미에서 처음 발매된 소닉과 암흑의 기사에서는 전설의 검 칼리번(Carliburn)을 뽑아들고 중세시대의 전투를 뽐낸다. 그리고 마지막 스테이지 다크 할로우에서는 다크 퀸에 의해 심하게 다친 후 다른 3개의 전설의 검들을 칼리번과 합쳐 대성검 엑스칼리버의 힘을 소유한 엑스칼리버 소닉으로 변신한다.

- 소닉 프론티어에서는 소닉이 카오스 에메랄드와 사이버 에너지로 슈퍼소닉 2(또는 슈퍼소닉 사이버)라고 불리는 형태로 변신한다

## 종류
종류는 모던 소닉, 클래식 소닉, 드림캐스트 소닉, 붐 소닉(소닉 붐참고), 안드로닉(소닉 대시 참고)등이 있다

### 기타
- 06 소닉(소닉 더 헤지혹 (2006년 비디오 게임)참고)
- 포시즈 소닉
- 틴 소닉(소닉 더 헤지혹 (영화), 소닉 대시 참고)
- 베이비 소닉(소닉 더 헤지혹 (영화), 소닉 대시 참고)

## 관계

### 친구

#### 마일즈 '테일즈' 프로워
소닉의 가장 친한 친구는 마일즈 '테일즈' 프로워 (발음상 '파우어'가 가장 맞음) 라고 불리는 8살 꼬마 여우이다. 태어날 때부터 기형적으로 꼬리가 둘이 달린 테일즈는 소닉을 동경하며 그를 자신의 멘토로 삼고 있으며, 소닉은 파트너인 테일즈를 그의 동생 정도로 보고 있다. 테일즈는 꼬리를 헬리콥터 날개처럼 퍼덕여 날 수 있지만 오랫동안 날면 지쳐서 천천히 떨어진다. 소닉과 테일즈는 떨어져 있는 일이 거의 없다 - 그들은 소닉 어드벤처 1에서처럼 에메랄드를 찾으러 가거나, 같이 에그맨의 계획을 막는다. 소닉 어드밴스 3에서, 그 둘이 선택되면 그들은 "끊을 수 없는 콤비" 이라고 설명이 된다.또한, 테일즈는 소닉의 친구이자 동생이자 조수와 같은 위치에 있다. 테일즈는 소닉 3& 너클즈에서 유일하게 슈퍼 테일즈로 변신이 가능했는데, 슈퍼 테일즈 상태에는 황금색 플리키가 슈퍼 테일즈 주위를 날아다니면서 적들과 보스들을 쪼아서 파괴한다.

#### 에이미 로즈
비디오 게임에서, 에이미 로즈는 소닉을 짝사랑하는 고슴도치로 나오는 소녀이다. 비록 그녀가 끈질기게 결혼을 하고 싶어하는 것(한술 더 떠서 소닉의 아이까지 갖고 싶어하는 것)에 거부감을 느끼긴 하지만, 소닉은 에이미를 싫어하지는 않고 소닉 CD(당시엔 로지 더 라스칼이라 불림)부터 친한 친구가 되었다. 에이미가 메탈 소닉에게 납치 당할 때 그는 그녀를 구출하러 간다. 이것은 소닉 CD', 소닉 어드벤처 1, 소닉 어드벤처 2, 그리고 소닉 라이더즈에서 나온다. 소닉 어드밴스 3에서, 둘이 선택되면 "사랑스러운 커플"이라고 설명이 된다.

#### 너클즈 디 에키드나
또 다른 소닉의 친구는 너클즈 디 에키드나라는 이름을 가진 가시두더지이다. 그들은 소닉 더 헤지혹 3에서 라이벌로 처음 만났고, 현재는 같은 편이지만, 가끔씩 둘은 싸우기도 한다. 너클즈와 소닉은 친한 친구지만 서로 라이벌이면서 또한 힘이 비슷하다 (아니면, 소닉의 스피드와 너클즈의 힘이 균형을 맞춘다고 할 수 있겠다). 그래서 그들의 싸움에서는 대부분 무승부이기 때문에 완전한 승패가 난 적은 없다. 비록 그는 소닉의 모험적인 삶을 부러워하지만 너클즈는 여전히 소닉의 태평한 성격을 싫어한다. 반대로 소닉은 너클즈가 평소 고지식한 모습을 보이면서 실제로는 머리가 둔한 것을 보고 종종 그를 '멍청이'라고 부른다. 소닉 어드밴스 3에서, 둘이 선택되면 "싸움 친구"라고 설명이 된다.

#### 블레이즈 더 캣
블레이즈 더 캣은 다른 차원에서 소닉의 세계로 끌려 온 공주이다. 소닉이 카오스 에메랄드로 변하는 것과 비슷하게, 그녀는 그녀의 세계의 솔 에메랄드를 이용해서 버닝 블레이즈로 변신할 수 있다. 소닉 더 헤지호그: 넥스트 제너레이션라는 게임에서 실버 더 헤지혹과 함께 이블리스라는 괴생명체와 싸운다. 나중에 영혼에 이블리스를 봉인하고 하늘로 올라간다.

#### 크림 더 래빗
소닉은 또한 6살의 소녀인 크림 더 래빗과 친구이기도 하다. 크림을 만나게 된 계기는 그녀와 그녀의 어머니인 바닐라 더 래빗을 구출한 것이며, 덕분에 크림은 소닉을 생명의 은인으로 여기고 있다. 그는 소닉 어드밴스 2에서는 그녀의 예절에 감탄한다. 그 둘은 블레이즈 더 캣과 깊은 친구 관계를 맺고 있다.

#### 루즈 더 뱃
루즈 더 뱃 또한 소닉의 동료 중 하나이지만, 특이한 역할을 맡고 있다. 그녀는 G.U.N.이라는 세계 안보국의 비밀 요원으로서 소닉과 G.U.N.을 연결해 주는 긴밀한 역할을 한다. 그러나 평소에 보석을 밝히며 득실에 따라서 마음이 오락가락하는 탓에, 소닉은 좀처럼 루즈를 전적으로 신뢰하려 들지는 않는다. 루즈는 섀도우 더 헤지혹이랑 매우 친한 사이이다.

#### 카오틱스 탐정단
팀 카오틱스로 알려진 벡터 더 크로커다일, 에스피오 더 카멜레온, 챠미 비 세 명으로 구성된 탐정단은 소닉과 나름대로 친근한 관계를 갖고 있는 것처럼 보이며, 소닉 히어로즈에서 서로 힘을 합쳐서 어렵지 않게 메탈 소닉을 물리칠 수 있었다. 이 셋은 소닉 제너레이션즈에서도 역시 힘을 보태어 준다. 너클즈와 카오틱스에서는 너클즈마저 카오틱스 탐정단의 일원이였다.

#### 샐리 아콘
샐리 아콘은 아치코믹스에서 발행한 소닉 코믹스에서만 나오는 캐릭터이다. (바람돌이 소닉과 소닉 스핀볼 게임에도 출연한 적있다)
나이는 소닉과 동일하며(여기서 주의할 점은 게임에서 14살로 나오는 에이미가 소닉 코믹스에서는 16살인 것을 감안하여 소닉이나 샐리의 나이로 고려 해야한다.) 벽을 만드는 능력이 있다. 생김새는 다람쥐와 비슷하나 꼬리가 매우 짧다. 샐리는 소닉이 사는 행성 중의 한 나라를 다스리는 왕족의 자손중 하나이다. 소닉 코믹스에서는 샐리가 소닉의 애인으로 나온다. 하지만 가끔은 서로 싸우기도 하고 다른 사람과 데이트를 해서 서로에게 질투를 나게 하곤 한다. 하지만 소닉에게 샐리는 소중한 프리덤 파이터의 동료중의 하나이며 친구이고 애인이다. 참고로 그의 아버지가 왕이고 그녀는 왕의 차녀이다. 가족관계로는 아버지,어머니, 오빠, 오빠의 부인, 언니(등장이 거의없음)가 있다.

#### 그 외
- 소닉 배틀 게임에서만 나타나는 특이한 캐릭터인 에멜은 소닉과 부자지간 같은 관계를 맺었다. 소닉은 에멜이 "자라나도록" 도와주면서 친한 친구 사이가 되었다. 에멜이 죽게 되었을 때, 소닉은 감정적인 혼란을 겪게 되지만, 그는 고통을 느꼈어도 슬픔을 내보이지는 않았다.

- 나중에 소닉 어드밴스 3에서만, 에멜과 비슷한 모습을 가진 지멜이라는 에그맨의 로봇이 나오게 되는데, 카오스 에메랄드를 다 모으지 않거나 소닉 이외의 캐릭터로 클리어 해서 진짜 엔딩이 아닌 다른 엔딩의 경우, 소닉의 마무리 공격으로 지멜은 반파되고, 에그맨이 다시 지멜을 회수해 도망친다. 그러나 에메랄드를 전부 모은체 마지막을 클리어 하면, 지멜이 폭주해, 슈퍼 지멜로 변하게 된다. 이에 소닉은 에메랄드의 힘으로 슈퍼소닉이 돼 에그맨과 잠시 힘을 합친다. 그 후, 마지막 지멜을 쓰러뜨리고, 지멜은 거의 파괴된 채 해변가에 쓰러진다. 그걸 발견한 크림은, 지멜을 회수해서, 테일즈에게 고쳐달라고 한다. 테일즈가 어떻게든 지멜을 고치고, 지멜은 예전의 에멜처럼 크림과 친구가 된다.

### 적과 라이벌

#### 닥터 에그맨
소닉의 영원한 적은 닥터 에그맨이며, 닥터 로보트닉 이라고도 알려져 있다. IQ 300의 지능을 가진 에그맨은 천재적인 악의 과학자로 그의 엄청난 기계를 이용해서 세계를 정복하려고 하지만, 그럴 때마다 소닉의 방해로 번번이 실패한다. 소닉은 처음에는 닥터 에그맨이 그의 동물 친구들을 배드닉이라고 불리는 로봇 노예로 바꾸는 것 때문에 싸우게 되었다. 소닉은 친구들을 구출했고, 몇번이나 카오스 에메랄드, 타임 스톤, 그리고 마스터 에메랄드를 이용해서 세계를 정복하려는 시도를 막았다. 종종 이것들은 에그맨의 강력한 모습을 본딴 메카 슈트를 작동시키는 데 사용되었다. 하지만, 최근 게임에서는 닥터 에그맨은 전함이나 핵 미사일을 이용해서 세계를 정복하려는 모습을 보여주고 있다. 아옹다옹 다투는 사이이지만 닥터 에그맨도 소닉을 높이 평가하고 있으며,(증거:메탈 소닉을 자칭 '인생 최고의 걸작'이라 평가한 것.) 개인적으로도 잘 아는 사이인 애증의 관계이기도 하다.

#### 섀도우 더 헤지호그
소닉의 가장 큰 라이벌은 "궁극의 생명체"로 알려진 섀도우 더 헤지혹이다. 그들은 소닉 어드벤처 2에서 적으로 만났으며, 그들은 그 이후로 모든 게임에서 만나면 말싸움을 하거나 치열한 전투를 벌이곤 한다. 그들은 서로 다른 이유로 싸웠지만, 그들은 서로에 대해서는 생각이 비슷했다. 소닉 어드벤처 2에서 처음 적으로 나왔을때, 소닉은 섀도우가 폭력적이고, 유머 감각이 없으며, 무례하다고 생각했는데 섀도우는 소닉이 무모하고, 방해가 되며, 무례하다고 생각했다. 하지만 이러한 상황은 오래 가지 않았다: 소닉 어드벤처 2의 마지막 부분에서, 섀도우는 소닉이 너클즈와 함께 카오스 에메랄드를 막게 하도록 하기 위해 스스로 바이오리자드와 싸웠다. 소닉 히어로즈에서는 그들은 메탈 소닉을 상대로 싸우기 위해 힘을 합쳤다. 그 둘이 서로 가까이 있는 것을 좋아하지는 않지만, 그들은 상황이 급하게 되면 서로 힘을 합치게 된다. 하지만, 섀도우 더 헤지혹에서는, 처음 섀도우가 소닉을 만날때는 소닉이 그를 친구처럼 맞이하면서 너클즈와 소닉처럼 '라이벌 관계'를 형성하게 된다. 호버링 슈즈를 착용하고 있어 공중에 뜰 수 있다. 손목에 있는 리미터를 빼면 엄청난 카오스 파워를 발휘할 수 있다.(금방 지치지만)

#### 메탈 소닉
소닉 CD에 출연하였으며, 섀도 더 헤지호그가 나타나기 전까지는 소닉의 가장 무시무시한 적이었다. 과거에 닥터 에그맨은 소닉을 쓰러뜨리기 위해서 여러 가지 소닉과 비슷한 타입의 로봇들을 만들었다. 그것들은 비록 실패했지만, 메탈 소닉은 에그맨의 가장 '성공적인 창조물'이었으며, 소닉과 거의 비슷한 능력을 가지고 있었다. 비록 지금은 섀도가 있지만, 메탈 소닉은 소닉 히어로즈에 나오는 스토리처럼 여전히 간과할 수 없는 적이다. 몇몇 팬들은 메탈 소닉의 역할이 섀도 더 헤지호그에 의해서 완전히 바뀌었는지에 대해서 논하고 있다. 비록 섀도가 매우 유명한 캐릭터이긴 하지만, 메탈 소닉의 인기도는 몇몇 팬들에 의해서 여전히 높은 편이다. 몇몇 사람들은 섀도가 라이벌보다는 친구로 행동하고 있다면서 메탈 소닉이 여전히 소닉의 진정한 라이벌 이라고 말한다. '메탈 소닉'의 현재 거주지는 소닉 히어로즈의 마지막 부분에 그의 파괴된 몸을 들고 있었던 '오메가'와 '섀도우'를 제외한다면 아무도 모른다. 비록 메탈 소닉이 파괴된 것으로 나오지만 그렇지 않을 것이다.(소닉 포시즈에 다시 에그맨의 부하로 나오지만.)

#### 실버 더 헤지혹
소닉 라이벌즈 시리즈, 마리오와 소닉 베이징 올림픽과 마리오와 소닉 밴쿠버 동계올림픽 등등 여러 게임에 등장했으며, 소닉 더 헤지혹:넥스트 제너레이션라는 게임에서는 초능력(염력)을 가진 캐릭터로 등장을 한다. 그는 '섀도우'처럼 미스테리한 과거를 갖고 있다. 그는 누군가를 지켜야 한다는 것은 알지만, 누구인지는 모른다. 세가 스탭들과의 대화와 동영상 등에 따르면 '실버 더 헤지혹'의 컨셉은 '드레곤 볼 Z'에서 따온 것이라 하고, 그는 미래에서 왔으며 '이블리스 트리거'라고 불리는 자가 거대한 재앙을 초래하는 것을 블레이즈와 같이 막으려고 한다는 것이다. 게임 스토리 초반에서 메필레스 더 다크가 실버에게 '소닉'을 '이블리스 트리거'라고 소개해서 둘 사이를 이간질해 실버와 소닉이 서로 싸우게 만든다. 실버는 소닉과의 두 번째 싸움에 섀도우가 개입하면서 섀도우와도 맞붙게 된다. 섀도우는 실버에게 '이블리스'와 '메필레스'의 탄생에 대한 진실을 알려주고, 과거로 가서 실버와 같이 이블리스와 메필레스를 제거한다. 이후, 실버는 엘리스 공주를 구하려는 소닉을 도왔다. 소닉과 섀도우는 원래 실버의 적이었지만 나중에는 동료 관계로 바뀐 셈이다.

#### 그 외
- 또다른 소닉의 라이벌은 소닉 라이더즈 시리즈에 등장하는 제트 더 호크이다. 제트는 그가 익스트림 기어(공기에 의해 추진되는 호버크래프트로 스케이트 보드, 오토바이, 롤러 블레이드의 형태로 있다.) 에 경험이 없다는 이유로 조롱하며 소닉을 "가장 빠른 생명체"로 인정하지 않으면서 라이벌 의식을 나타낸다. 나중에, 소닉이 경주에서 제트를 이기고 나면 그들은 더 친한 사이가 되지만 여전히 경주 라이벌로 있게 된다. 제트는 결국 소닉을 가장 빠르다고 인정하지만, 다음에 만나게 될때는 조심하라고 경고한다.

- 내크 더 위즐은 소닉&테일즈 2이라는 게임에서 소닉을 방해하는 족제비로 알려져 있다. 내크는 카오스 에메랄드를 훔치려고 하는데 다른 캐릭터들과 달리 카오스 에메랄드의 능력에 대해 모르고 있고 그냥 돈을 벌기 위해 팔려고 한다.

- 블랙 둠은 카오스 에메랄드를 찾기 위해서 블랙 암즈를 이끌고 지구를 침략한 자로 소닉의 적 중 하나다. 비록 블랙 둠은 섀도우 더 헤지혹의 가장 큰 적이지만, (또는 플레이어의 선택에 따라서는 동맹) 블랙 둠은 그의 무고한 사람들에게 가하는 행동으로 미루어 보아서 '소닉의 적'으로 인식된다. 소닉은 게임의 한 보스 배틀에서 섀도와 함께 블랙둠을 상대로 싸울 수 있다.

- 소닉 X 애니메이션에서 등장하는 다크 오크는 2기에서 소닉의 주요 적으로 나온다. 무자비하고 냉정한 다크 오크는 모든 동물들을 죽여서 식물들이 세계를 지배하도록 만들려고 한다. 그는 코스모와 다른 메타렉스 장군들과 같은 종류의 외계인으로 나온다. 다크 오크는 그들의 종족에 비해서는 작은 편이지만 슈퍼 소닉과 대등하게 싸울 수 있을 정도의 힘을 가졌다. 그는 '블루 타이푼' 호의 주포인 '소닉 드라이버'에 의해서 파괴된다.

## 같이 보기
- 소닉.exe
- 소닉.eyx
- 소닉 더 헤지혹